# Programme de développement de l'Ouest
Le programme de développement de l'Ouest de la Chine (chinois simplifié : 西部大开发 ; chinois traditionnel : 西部大開發 ; pinyin : Xībù Dàkāifā) est un programme créé par le gouvernement de république populaire de Chine pour le développement économique et le développement des infrastructures de l'Ouest de la Chine. Cette région couvre plus de 70 % du territoire chinois, et près d'un tiers de sa population. Elle reste bien plus pauvre que la Chine côtière. 
Le programme couvre :
- Six provinces : Gansu, Guizhou, Qinghai, Shaanxi, Sichuan et Yunnan
- Les cinq régions autonomes : Guangxi, Mongolie-Intérieure, Ningxia, Tibet et Xinjiang
- Une municipalité : Chongqing

Parmi les développements de ce programme on peut citer :
- La création de la Zone économique du Triangle de l'Ouest ;
- Le pipeline gazier Ouest-Est ;
- Métro de Chongqing ;
- Ligne ferroviaire Qing-Zang, reliant Lhassa dans la Région autonome du Tibet à Xining, dans la province du Qinghai en passant par Golmud.

Le programme est lancé en 2000 et vise à développer les infrastructures, sortir certaines zones de la pauvreté, et créer une industrie respectueuse de l'environnement. En 2020, cette politique n'a pas permis à l'Ouest, qui représente 20 % du PIB, de rattraper les autres provinces chinoises.

## Autres lectures
- La grande ruée vers l'Ouest, par Mathieu Vernerey, juillet 2005
- Un enjeu hydropolitique et environnemental majeur pour la Chine : le transfert Sud-Nord, Jean-Paul Bravard
- Asia Times Online: Asphalt net covers China's west
- China's Campaign to 'Open up the West'National, Provincial and Local Perspectives, The China Quarterly Special Issues (No. 5), Edited by David S. G. Goodman